# Дягова
Дягова́ (укр. Дягова) — село в Корюковском районе Черниговской области Украины. Население 947 человек. Занимает площадь 3,9 км². Расположено на реке Дяговка. Расположен православный храм и памятник архитектуры национального значения Покровская церковь.
Код КОАТУУ: 7423083501. Почтовый индекс: 15670. Телефонный код: +380 4644.
17 июля 2020 года в результате административно-территориальной реформы Блистовский сельский совет вошёл в состав Менской городской общины Корюковского района Черниговской области.